# U 441
U 441 war ein deutsches Unterseeboot der Klasse (bzw. des Typs) VII C, das im Rahmen des U-Boot-Krieges von Herbst 1942 bis 1944 im Atlantik eingesetzt wurde.

## Technische Daten
Ein U-Boot des Typs VII C hatte eine Verdrängung von 761 Kubikmeter über und 865 Kubikmeter unter Wasser. Die Dieselmaschine erlaubte eine Geschwindigkeit von 17 Knoten, getaucht fuhr das Boot bis zu acht Knoten. Ein VII C hatte eine Länge von 67,1 Metern, eine Breite von 6,2 Metern und einen Tiefgang von 4,8 Metern. Üblicherweise waren 44 Mann Besatzung an Bord. Der Bauauftrag vom 5. Mai 1940 für die F.-Schichau-Werft in Danzig umfasste die Boote U 439, U 440, U 441 und U 442.

## Kommandanten
Vom 21. Februar 1942 bis zum 15. Mai 1943 und vom 6. August 1943 bis zum 8. Juni 1944
Klaus Hartmann wurde am 7. Februar 1912 in Plön geboren. Er trat mit der Crew 33 (dem Ausbildungsjahrgang des Jahres 1933) seine Offiziersausbildung in der Marine an und fuhr zunächst auf dem Leichten Kreuzer Nürnberg und dem U-Bootbegleitschiff Wilhelm Bauer zur See. Er wurde am 1. April 1941 zum Kapitänleutnant befördert, bevor er im Juli 1941 seine U-Bootausbildung antrat. Kptlt. Hartmann absolvierte im Januar des Folgejahres den dreimonatigen Kommandantenlehrgang und erhielt die Baubelehrung bezüglich U 441 im Februar 1942. Über die Dauer seines ersten Kommandos auf U 441 gibt es unterschiedliche Angaben. Das Kriegstagebuch des Bootes verzeichnet den Kommandantenwechsel am 17. Mai 1943. Ab Mai wurde Kptlt. Hartmann in der 1. U-Flottille in Brest verwendet. Im August 1943 trat er sein zweites Kommando an Bord von U 441 an, das er bis zu seinem Tode beim Verlust des Bootes innehatte.
Vom 16. Mai 1943 bis zum 5. August 1943
Der 1913 in Danzig geborene Götz von Hartmann war Mitglied von Crew 34 und wurde bis 1940 (zuletzt als Gruppenoffizier) an der Schiffs-Artillerieschule verwendet. Er begann seine U-Bootausbildung im Sommer 1940 und fuhr anschließend als Erster Wachoffizier auf U 93. Anschließend absolvierte er den Kommandantenlehrgang und wurde im November 1941 zum Kapitänleutnant befördert. Er kommandierte U 555 und U 563, bevor er im Mai 1943 Kptlt. Klaus Hartmann als Kommandant von U 441 ablöste. Bei einem Fliegerangriff auf U 441 mit 10 Toten und 13 Verwundeten am 12. Juli 1943 wurde er schwer verletzt. Nach seinem Kommando auf U 441 war Kptlt. von Hartmann Generalreferent im Oberkommando der Marine und anschließend Kommandeur der I. Abteilung des Marine-Panzer-Jagdregiments 1. Zu Kriegsende geriet Kptlt. von Hartmann in Kriegsgefangenschaft, aus der er im Dezember 1947 entlassen wurde.

## Geschichte
U 441 fuhr von Frühjahr bis Sommer 1942 als Ausbildungsboot für die 5. U-Flottille, die in Kiel stationiert war und dem Flottillenchef Korvettenkapitän Karl-Heinz Moehle unterstand. Am 1. Oktober 1942 wurde es der 1. U-Flottille unterstellt. Diese war ursprünglich in Kiel stationiert, wurde aber nach der Eroberung Frankreichs im Sommer 1941 nach Brest verlegt. U 441 operierte bis zu seiner Versenkung am 18. Juni 1944 als Frontboot im Atlantik.

### Erfolge
- 27. Dezember 1942: Niederländischer Dampfer Soekaboemi mit 7051 BRT.

Im März 1943  beteiligte sich U 441 beim Angriff auf den aus New York kommenden Geleitzug HX 229 (HX für Halifax). Solche Geleitzüge umfassten üblicherweise 60 Transportschiffe, die von einer Escort Group aus sechs Schiffen gesichert wurden. HX 229 verfügte zur Zeit des Angriffs über neun Sicherungsschiffe. Fünf davon waren Zerstörer und vier Korvetten. Da dieser Geleitzug allerdings in den vorherigen Tagen bereits attackiert worden war (von den U-Bootgruppen Raubgraf und Stürmer), wobei zehn Schiffe verloren gegangen waren, hatten die Geleitschiffe den Befehl, nach Überlebenden zu suchen und konnten sich nicht vollumfänglich der Geleitzugsicherung widmen. Daher deckten B-24-Bomber der britischen Staffeln 86, 206, 220 und 120 die Schiffe zusätzlich aus der Luft. Es entwickelte sich eine der größten Geleitzugschlachten des Zweiten Weltkrieges, als sich die Schiffe von HX 229 mit denen des auf gleichem Kurs laufenden Geleitzug SC 122 vermengten und schließlich von ca. 40 deutschen U-Booten attackiert wurden. Der Kommandant glaubte aus diesen Geleitzügen zwei weitere Schiffe und am 1. März 1944 einen Zerstörer versenkt zu haben. Dies konnte nach Kriegsende nicht bestätigt werden.

### Umbau
Zwischenzeitlich erfolgte ein Umbau zur „Flakfalle“: Dazu wurde erstens ein Turmumbau nach Turm IV vorgenommen und dort eine 2 × 2 cm-Flak-Vierling (auf dem achteren Teil des Turmes) sowie eine 3,7-cm-Flak auf dem Wintergarten eingebaut. Zweitens wurde ein weiterer 2-cm-Vierling in einem zusätzlichen Anbau vor dem Turm eingebaut. Danach firmierte das Boot unter dem Namen „U-FLAK 1“. Nachdem an einem solchen Umbau meist Seeschäden entstanden und er sich im Allgemeinen nicht bewährte, wurde er wieder ausgebaut.

### Versenkung
Am frühen Morgen des 8. Juni 1944 machte ein Bomber der 224. Staffel der Royal Air Force ein U-Boot etwa zwölf Meilen voraus aus. Aufgrund der hellen Nacht entschloss sich der Pilot beim Angriff den Scheinwerfer nicht zu benutzen und konnte das aufgetauchte U 441 überraschen. Aus einer Entfernung von etwa 900 Meter eröffnete die B-24 das Feuer mit den Buggeschützen und brachte dem Boot mehrere Treffer an Deck und Turm bei. Auf U 441 verzichtete man auf ein Alarmtauchen und erwiderte das Feuer. Beim nächsten Anflug attackierte der Bomber mittels Wasserbomben und zerstörte das immer noch aufgetaucht fahrende U-Boot (Lage). Hierbei kam die gesamte Besatzung von U 441 ums Leben. U 441 hatte auf seiner letzten Fahrt mehr als die übliche Anzahl an Besatzung an Bord. Zur tatsächlichen Anzahl der Toten herrscht in der Literatur keine Einigkeit, es werden sowohl 51 als auch 58 angegeben. Bei der B-24 Liberator handelte es sich um den Bomber, der in dieser Nacht auch U 373 versenkt hatte.